# گهمجابه
گهمجابه (به انگلیسی: Ghamjaba) یک منطقهٔ مسکونی در پاکستان است که در سوات، پاکستان واقع شده‌است. گهمجابه ۸۸۰ متر بالاتر از سطح دریا واقع شده‌است.